# Слика Доријана Греја
Слика Доријана Греја (енгл. The Picture of Dorian Gray) је једини објављени роман Оскара Вајлда. Краћа верзија у форми новеле објављена је у јулу 1890. у америчком часопису , док се у облику романа појавила у априлу 1891. године.
Прича се врти око портрета Доријана Греја који је насликао Базил Холвард, Доријанов пријатељ и уметник залуђен Доријановом лепотом. Преко Базила, Доријан упознаје лорда Хенрија Вотона и убрзо бива одушевљен хедонистичким погледом на свет овог аристократе, који тврди да су лепота и сензуално испуњење једине ствари којима вреди тежити у животу. Схватајући да ће његова лепота временом избледети, Доријан изражава жељу да прода своју душу, како би осигурао да слика, а не он, остари и избледи. Жеља му је испуњена и Доријан започиње раскалашан живот пун различитих аморалних искустава док остаје млад и леп; све време, његов портрет стари и визуелно бележи сваки Доријанов грех.
Роман је у време објављивања био предмет многих контроверзи и критика, али је временом постао признат као класик готичке књижевности.

## Радња
Једног летњег дана у викторијанској Енглеској, лорд Хенри Вотон, тврдоглав човек, посматра осетљивог уметника Базила Холварда како слика портрет Доријана Греја, младића чија је лепота опчинила уметника. Док позира за слику, Доријан слуша лорда Хенрија који заступа свој хедонистички поглед на свет. Доријан почиње да мисли да је лепота једини аспект живота коме вреди тежити, што га навело да пожели да његов портрет остари уместо њега самог.
Под утицајем лорда Хенрија, Доријан у потпуности истражује своју сензуалност. Он открива младу глумицу Сибилу Вејн, која глуми у Шекспировим драмама у прљавом позоришту за радничке класе. Доријан јој се удвара и убрзо јој предлаже брак. Заљубљена Сибила га назива „Чаробни краљевић” и пада у несвест од среће. Међутим, њен заштитнички настројен брат Џејмс упозорава је да ће га убити ако јој науди.
Доријан позива Базила и лорда Хенрија да виде Сибилу како наступа у представи Ромео и Јулија. Сибила, превише опчињена Доријаном да би глумила, наступа лоше, због чега и Базил и лорд Хенри сматрају да се Доријан заљубио у Сибилу због њене лепоте, а не због њеног талента. Постиђен, Доријан одбија Сибилу, говорећи јој да је глума била њена лепота; без тога она га више не занима. По повратку се кући, Доријан примећује да се његов портрет променио; жеља му се испунила, а човек на слици носи суптилни подсмех суровости.
Оптерећен својом савешћу и усамљен, Доријан одлучује да се помири са Сибилом, али прекасно; она је извршила самоубиство. Доријан одлучује да ће му у остатку његовог живота пожуда и лепота бити довољне. Он сакрива портрет и осамнаест година експериментише са сваким пороком, под утицајем морално отровног француског романа који му је дао лорд Хенри.
Једне ноћи, пре одласка у Париз, Базил одлази у Доријанову кућу да га пита о гласинама о његовом самозадовољном сензуализму. Доријан не пориче своју развратност и води Базила да погледа портрет. Слика је постала толико одвратна да Базил може да је идентификује као своју само по потпису на њој. Ужаснут, Базил моли Доријана да се помоли за спасење. У бесу, Доријан окривљује Базила за своју судбину и убија га. Он затим уцењује старог пријатеља, научника Алана Кембела, да искористи своје знање о хемији како би уништио Базилово тело. Алан касније врши самоубиство.
Да би избегао кривицу за свој злочин, Доријан одлази у опијумску јазбину, где је, без његовог знања, присутан Џејмс Вејн. Џејмс је желео да се освети Доријану откако се Сибила убила, али није могао да га пронађе јер је једино што је знао о Доријану био надимак којим га је Сибила звала. Тамо, међутим, чује да неко говори о Доријану као о „Чаробном краљевићу”, и обраћа се Доријану. Овај обмањује Џејмса да поверује да је сувише млад да би познавао Сибилу, јер је његово лице још увек лице младића. Џејмс попушта и ослобађа Доријана, али му тада прилази жена из опијумске јазбине и замера му што га није убио. Она потврђује Доријанов идентитет и објашњава да он није нимало остарио за осамнаест година. Џејмс трчи за Доријаном, али овај је већ отишао.
Џејмс тада почиње да уходи Доријана, који почиње да се плаши за свој живот. Током ловачке забаве, један ловац случајно убија Џејмса, који је вребао у густишу. По повратку у Лондон, Доријан говори лорду Хенрију да ће од сада живети праведно. Његов нови поштен начин живота почиње тако што намерно не сломи срце наивне Хети Мертон, његове нове девојке. Доријан се пита да ли је његова новопронађена доброта пролепшала портрет, али када га погледа, види само још ружнију слику себе. Из тога Доријан схвата да су његови прави мотиви за самопожртвовање били сујета и радозналост у потрази за новим искуствима, заједно са жељом да слици врати лепоту.
Сматрајући да ће га само потпуна исповест ослободити неправде, Доријан одлучује да уништи последњи траг своје савести и једини преостали доказ његових злочина – портрет. У бесу узима нож којим је убио Базила и пробада слику.
Његове слуге се пробуде чувши крик из закључане собе; на улици, пролазник који је такође чуо крик позива полицију. По уласку у закључану просторију, слуге затичу непознатог старца убоденог у срце, сасушеног и оронулог лика. Идентификују унакажени леш као Доријана само по његовом прстењу, док је портрет поред њега поново леп.

## Ликови
- Доријан Греј − заносан, нарцисоидан младић опчињен „новим” хедонизмом лорда Хенрија. Он се препушта сваком задовољству и практично сваком „греху”, проучавајући његов утицај на њега. Унук је покојног лорда Клеса. Доријанова мајка, Лејди Маргрет Девере, била је приказана као прелепа аристократкиња која се удала за човека испод своје класе без одобрења свог оца. Лорд Клесо је онда платио човека да испоровоцира Доријановог оца, млађег војног официра, на двобој, у којем је Доријанов отац погинуо. Маргарет се тада вратила у Клесов дом, али је убрзо након тога умрла. Открива се да је лорд Клесо одгајао Доријана до своје смрти, али да су обојица гајили негативна осећања један према другом.[6]

- Базил Холвард − дубоко моралан човек, сликар портрета, и опчињен Доријаном, чије покровитељство остварује његов уметнички потенцијал. Слика Доријана Греја је Базилово ремек-дело.
- Лорд Хенри „Хари” Вотон − императивни аристократа и декадентни денди који заступа филозофију самопопуштајућег хедонизма. Иако је испрва био Базилов пријатељ, занемарује га због Доријанове лепоте. Лик духовитог лорда Харија је критика викторијанске културе, конкретно Британије с краја 19. века. Слободни поглед на свет лорда Харија квари Доријана, који га потом успешно опонаша. Аристократи Харију, проницљиви уметник Базил каже: „Никада не говориш ништа морално и никада не чиниш ништа погрешно”. Лорд Хенри ужива у томе да импресионира, утиче, па чак и обмањује своје познанике (у ту сврху криви своју позамашну духовитост и елоквенцију), али изгледа да не поштује сопствене хедонистичке савете, већ радије проучава себе са научном одвојеношћу. Његова одлика је потпуна равнодушност према последицама својих поступака.
- Сибила Вејн − талентована глумица и певачица, она је прелепа девојка из сиромашне породице у коју се Доријан заљубљује. Њена љубав према Доријану уништава њене глумачке способности, јер више не налази задовољство у изведби измишљене љубави пошто сада доживљава праву љубав у свом животу. Она извршава самоубиство са отровом када сазна да је Доријан више не воли; притом је лорд Хенри упоређује са Офелијом из Хамлета.
- Џејмс Вејн − Сибилин млађи брат, морнар који одлази у Аустралију. Веома је заштитнички настројен према својој сестри, поготово јер њихова мајка брине само о Доријановом новцу. Верујући да Доријан намерава да науди Сибили, Џејмс оклева да оде и обећава да ће се осветити Доријану ако на било који начин науди Сибили. Након Сибилиног самоубиства, Џејмс постаје опседнут убиством Доријана и уходи га, али један ловац случајно убија Џејмса. Братовљева тежња да се освети љубавнику (Доријану), због смрти сестре (Сибиле) паралелна је са Лаертовом осветом краљевићу Хамлету.
- Алан Кембел − хемичар и некадашњи Доријанов пријатељ који је прекинуо њихово пријатељство када га је Доријанова слободоумна репутација обезвредила. Доријан уцењује Алана да уништи тело убијеног Базила Холварда; Кембел касније извршава самоубиство.
- Лорд Фермор − Ујак лорда Хенрија, који говори свом нећаку о породици Доријана Греја.
- Адријан Синглтон − Доријанов младалачки пријатељ, кога је овај довео до зависности од опијума, што га је навело да фалсификује чек и учинило га потпуним изопштеником из своје породице и друштвене заједнице.
- Леди Викторија Вотон − супруга лорда Хенрија, према којој се понаша презриво; касније се разводи од њега.

## Позадина
Године 1889, Џ. М. Стодарт, уредник америчког часописа Lippincott's Monthly Magazine, био је у Лондону како би потражио новеле за објављивање у поменутом листу. Дана 30. августа 1889, Стодарт је вечерао са Оскаром Вајлдом, сер Артуром Конаном Дојлом и Т. П. Гилом у Лангам хотелу, и наручио је по једну новелу од сваког писца. Дојл му је одмах послао Знак четворице, који је објављен у издању часописа из фебруара 1890. године. Стодарт је примио Вајлдов рукопис за Слику Доријана Греја 7. априла 1890, седам месеци након што је од њега наручио роман.
У јулу 1889, Вајлд је објавио „Портрет господина В. Х.”, сасвим другачију причу која има сличан наслов као Слика Доријана Греја, и која је описана као „прелиминарна скица неких од њених главних тема”, укључујући хомосексуалност.

## Објављивање и верзије

### Новела из 1890.
Слика Доријана Греја импресионирала је Стодарта, али је он рекао издавачу Џорџу Липинкоту: „У њеном садашњем стању постоји низ ствари које би нека невина жена нашла неприхватљивим.” Бојећи се да је прича непристојна, Стодарт је избацио око пет стотина речи без Вајлдовог знања пре објављивања. Међу деловима који су избачени пре објављивања били су: одломци који алудирају на хомосексуалност и хомосексуалну жељу; све референце на наслов измишљене књиге Le Secret de Raoul и њеног аутора, Катула Саразана; као и све референце на Грејеве љубавнице, Сибилу Вејн и Хети Мертон.
Објављен је у целости на првих 100 страница у америчком и британском издању часописа из јула 1890. године, први пут штампаног 20. јуна 1890. године. Касније током године, издавач часописа, Ward, Lock and Company, објавио је збирку комплетних романа из часописа, укључујући и Вајлдов.

### Роман из 1891.
За потпунији роман из 1891. Вајлд је задржао Стодартове измене и направио неке своје, док је проширио текст са тринаест на двадесет поглавља и додао чувени предговор књизи. Поглавља 3, 5 и 15–18 су нова, а поглавље 13 у издању часописа подељено је на поглавља 19 и 20 за роман. Ревизије укључују: промене у дијалогу ликова, као и додавање предговора, више сцена и поглавља, као и брата Сибиле Вејн, Џејмса Вејна.
Измене су протумачене као одговор на критике, али Вајлд је то негирао на својим суђењима 1895. године; само је признао да му је критичар Волтер Патер, кога је Вајлд поштовао, написао неколико писама „и као последицу онога што је рекао, ја сам изменио један пасус” који је био „подложан погрешном тумачењу”. Бројне измене су укључивале прикривање хомоеротских референци, да би се поједноставила морална порука приче. У издању из часописа (1890), Базил говори лорду Хенрију како „обожава” Доријана и моли га да му „не одузме једину особу која чини његов живот апсолутно дивним”. У истом издању, Базил се фокусира на љубав, док се у издању у форми романа (1891) фокусира на своју уметност, говорећи лорду Хенрију: „Он је једина особа која мојој уметности даје било какав шарм: мој живот као уметника зависи од њега”.
Вајлдови текстуални додаци били су о „уобличавању Доријана као лика” и пружању детаља о његовом пореклу који су његов „психолошки пад учинили дужим и убедљивијим”. Увођење лика Џејмса Вејна у причу развија социо-економску позадину лика Сибиле Вејн, наглашавајући на тај начин Доријанову себичност и наговештавајући Џејмсову тачну перцепцију суштински неморалног лика Доријана Греја; он је исправно закључио Доријанову нечасну намеру према Сибили. Подзаплет о несклоности Џејмса Вејна према Доријану даје роману викторијански призвук класне борбе.
У априлу 1891, издавачка кућа Ward, Lock and Company објавила је ревидирану верзију Слике Доријана Греја. У деценији након Вајлдове смрти, ауторизовано издање романа објавио је Чарлс Карингтон.

### „Нецензурисана” новела из 2011.
Оригинални куцани текст достављен часопису Lippincott's Monthly Magazine, који се налази на Универзитету Калифорније, био је углавном заборављен, осим од стране професионалних проучавалаца Вајлда, све док Belknap Press није објавио Слику Доријана Греја: Анотирано, нецензурисано издање 2011. године. Ово издање укључује отприлике 500 речи текста које је избацио Џ. М. Стодарт, иницијални уредник приче, пре објављивања 1890. године. На пример, у једној сцени, Базил Холвард признаје да је обожавао Доријана Греја са „романсом осећања”, као и да никада није волео ниједну жену.

## Утицаји и алузије

### Вајлдов лични живот
Вајлд је у једном писму из 1894. написао:
[Слика Доријана Греја] садржи много мене у себи — Базил Холвард је оно што ја мислим да јесам; Лорд Хенри, шта свет мисли о мени; Доријан је оно што бих волео да будем − можда у неком другом добу.
Претпоставља се да је Базил Холвард инспирисан сликаром Чарлсом Хаселвудом Шеноном. Стручњаци углавном прихватају да је лорд Хенри делимично инспирисан Вајлдовим пријатељем лордом Роналдом Гауером. Претпостављало се да је Вајлдова инспирација за Доријана Греја био песник Џон Греј, али се Греј оградио од тих гласина. Неки верују да је Вајлд користио Робера де Монтескјуа у стварању Доријана Греја.

### Фауст
Вајлд је наводно рекао: „У сваком првом роману јунак је аутор попут Христа или Фауста.” И у легенди о Фаусту и у Слици Доријана Греја налази се искушење (лепота без старења) пред главним јунаком којем се он препушта. У обе приче, протагониста мами лепу жену да га заволи, а затим јој уништава живот. У предговору роману, Вајлд је рекао да је ова идеја која стоји иза приче „стара у историји књижевности”, али да је то била тема којој је он „дао нови облик”.
За разлику од академика Фауста, џентлмен Доријан не склапа договор са ђаволом, кога представља цинични хедониста лорд Хенри, који представља искушење које ће покварити врлину и невиност коју Доријан поседује на почетку приче. Све у свему, лорд Хенри делује несвестан утицаја својих поступака на младића; и тако лакомислено саветује Доријана, да је „једини начин да се ослободи искушења да му се препусти. Одупри му се и твоја душа ће се разболети од чежње.” Као такав, ђавољи лорд Хенри „уводи Доријана у несвети пакт, манипулишући његовом невиношћу и несигурношћу”.

### Шекспир
У предговору, Вајлд говори о подљудском лику Калибана из Шекспирове Буре. У седмом поглављу, када Доријан оде да потражи Сибилу, али уместо тога га среће њеног послодавца, Вајлд пише: „Осећао се као да је дошао да тражи Миранду и да га је сусрео Калибан”.
Када Доријан говори лорду Хенрију о својој новој љубави према Сибили Вејн, он помиње Шекспирове драме у којима је глумила, и назива је именима хероине из сваке драме. У верзији из 1891, Доријан описује свој портрет цитирајући Хамлета, у којем истоимени лик тера своју потенцијалну љубавницу (Офелију) на лудило и могуће на самоубиство, а Офелијиног брата Лаерта да се закуне на смртну освету.

### Жорж-Шарл Уисманс
Анонимни „отровни француски роман” који Доријана води до његовог пада је тематска варијанта романа Насупрот (1884), који је написао Жорж-Шарл Уисманс. У биографији Оскар Вајлд (1989), књижевни критичар Ричард Елман је објаснио:
Вајлд не наводи име књиге, али је на свом суђењу признао да је то био, или скоро [био], Уисмансов роман Насупрот... дописнику је написао да је одиграо „фантастичну варијацију” на Насупрот, и да једног дана мора да га напише. Позивања Доријана Греја на одређена поглавља намерно су нетачна.

### Могући утицај Дизраелија
Неки су сугерисали да је Слика Доријана Греја била под утицајем првог романа британског премијера Бенџамина Дизраелија (анонимно објављеног), Вивијан Греј (1826), као „нека врста омажа од једног аутсајдера другом”. Љубавни интерес Доријана Греја, Сибила Вејн, може бити модификована фузија наслова Дизраелијевог најпознатијег романа (Сибила) и љубавног интересовања Вивијана Греја, Вајолет Фејн, која, попут Сибиле Вејн, трагично умире. У Вивијану Греју постоји и сцена у којој се очи на портрету „прелепог бића” помере када његов субјект умре.

## Реакције

### У време објављивања
Чак и након уклањања контроверзног текста, Слика Доријана Греја је увредила морални сензибилитет британских књижевних рецензената, до те мере да су, у неким случајевима, тврдили да Вајлд заслужује да буде кривично гоњен због кршења закона о јавном моралу.
У издању новина Daily Chronicle од 30. јуна 1890. године, критичар књиге је рекао да Вајлдов роман садржи „један елемент... који ће укаљати сваки млади ум који дође у контакт са њим”. У издању листа Scots Observer од 5. јула 1890. године, рецензент је питао: „Зашто Оскар Вајлд мора да крчи у гомили смећа?” Књижевни критичар The Irish Times-а тврдио је да је: „Слика Доријана Греја по објављивању изазвала скандал.” Такве рецензије књиге осигурале су роману „извесну озлоглашеност због наводне осетљивости, гадости, нечистоће, женствености и заразности”. Такав моралистички скандал произашао је из хомоеротизма романа, који је вређао сензибилитет (друштвени, књижевни и естетски) викторијанских књижевних критичара. Већина критика је, међутим, била лична, нападајући Вајлда да је хедониста са вредностима које одступају од конвенционално прихваћеног морала викторијанске Британије.
Као одговор на такве критике, Вајлд је агресивно бранио свој роман и светост уметности у својој преписци са британском штампом. Вајлд је такође замаглио хомоеротизам приче и проширио личну позадину ликова у издању књиге из 1891. године.
Због контроверзи, малопродајни ланац WHSmith, тада највећи британски продавац књига, повукао је сваки примерак издања часописа Lippincott's Monthly Magazine из јула 1890. из својих књижара на железничким станицама.
На Вајлдовим суђењима 1895. године, књига је названа „изопаченим романом”, а одломци (из верзије часописа) су читани током унакрсног испитивања. Повезаност књиге са Вајлдовим суђењима додатно је повредила репутацију књиге. У деценији након Вајлдове смрти 1900. године, ауторизовано издање романа објавио је Чарлс Карингтон, специјалиста за књижевну еротику.

### Модерне рецензије
Роман се сматрао лоше написаним романом и недостојним критичке пажње све до отприлике 1980-их. Ричард Елман је написао да су „делови романа дрвени, подстављени, самозадовољни”; Едуар Родити имао је слично негативно мишљење о роману. Касније, критичари су почели да га посматрају као ремек-дело Вајлдовог опуса. Џојс Керол Оутс је написала да је књига „изузетно је добра – у ствари, један од најјачих и најзанимљивијих енглеских романа”, уз напомену да је репутација романа и даље упитна.
У рецензији из 2009. године, критичар Робин Меки је сматрао да је роман технички осредњи, рекавши да је таштина заплета загарантовала његову славу, али да никада није доведена до краја. С друге стране, у марту 2014, Роберт Макрам из новина The Guardian уврстио га је међу 100 најбољих романа икада написаних на енглеском, назвавши га „занимљивим и помало кемп делом касне викторијанске готике”.

## Наслеђе и адаптације
Иако у почетку није било широко цењено Вајлдовог дело након његове смрти 1900. године, Слика Доријана Греја је привукла велико академско и популарно интересовање и била је предмет многих адаптација на филму и позорници.
Године 1913, Г. Констант Лаунсбери ју је адаптирао за сцену лондонског Водвиљ театра. У истој деценији био је предмет неколико адаптација немих филмова. Можда најпознатија и најхваљенија филмска адаптација је Слика Доријана Греја из 1945. године, која је освојила Оскара за најбољу црно-белу фотографију, док је Анџела Ленсбери за своју улогу Сибиле Вејн била номинована у категорији за најбољу споредну глумицу.
Године 2003, Стјуарт Таунсенд је играо Доријана Греја у филму Лига изузетних џентлмена. Године 2009, роман је лабаво адаптиран у филм Доријан Греј, са Беном Барнсом као Доријаном и Колином Фертом у улози лорда Хенрија. Рив Карни је тумачио Доријана Греја у серији Пени Дедфул, која је емитована на каналу Showtime од 2014. до 2016. године.
Награда Доријан је названа у част Вајлда, конкретно насловног лика Слике Доријана Греја; првобитна награда је била једноставан сертификат са Вајлдовим ликом заједно са скицом руку које држе црну лептир машну. Прве награде Доријан су додељене у јануару 2010. (номиновани су откривени претходног месеца).